# The Dream Lady
The Dream Lady er en amerikansk stumfilm fra 1918 af Elsie Jane Wilson.

## Medvirkende
- Carmel Myers som Rosamond Gilbert
- Thomas Holding som John Squire
- Kathleen Emerson som Sydney Brown
- Harry von Meter som James Mattison
- Philo McCullough som Jerrold